# Понте (Маса-Карара)
Понте (итал. Ponte) је насеље у Италији у округу Маса-Карара, региону Тоскана.
Према процени из 2011. у насељу је живело 24 становника. Насеље се налази на надморској висини од 80 м.